# Étrepy
Étrepy ist eine französische Gemeinde im Département Marne in der Region Grand Est. Sie hat eine Fläche von 7,67 km² und 115 Einwohner (2022).

## Geografie
Die Gemeinde Étrepy liegt 20 Kilometer ostnordöstlich von Vitry-le-François an der Mündung des Ornain in die Saulx. Nachbargemeinden sind: Jussecourt-Minecourt, Heiltz-le-Maurupt, Pargny-sur-Saulx, Maurupt-le-Montois, Villiers-en-Lieu, Blesme, Brusson und Heiltz-l’Évêque.

## Geschichte und Bevölkerungsentwicklung
Durch einen längeren Aufenthalt des westfränkischen Königs Karl III. (des Dicken) tritt Etrepy schon im Jahr 885 ins Licht der Geschichte: Der Herrscher stellte hier in „Stirpiaco“ mehrere Urkunden aus. Eine für den Bischof von Lyon (Regesta Imperii I, Nr. 1705), eine weitere enthielt Privilegien für das Bistum Lyon (RI I, 2818), die dritte begünstigte den Bischof von Parma (RI I, 751), die vierte das Kloster Evre (RI I, 1706) und die letzte beschenkte die Kanoniker des Bischofs von Toul (RI I, 1707). Dann war die kurze Blütezeit eines vermutlichen karolingischen Königshofes schon wieder vorbei.
Die heutige Kirche, dem Hl. Mauritius geweiht, entstand im 15. Jahrhundert, und das Schloss stammt aus der 1. Hälfte des 17. Jahrhunderts.
| Jahr                       | 1962 | 1968 | 1975 | 1982 | 1990 | 1999 | 2005 | 2010 | 2018 |
| -------------------------- | ---- | ---- | ---- | ---- | ---- | ---- | ---- | ---- | ---- |
| Einw.                      | 191  | 175  | 152  | 151  | 156  | 141  | 147  | 136  | 133  |
| Quellen: Cassini und INSEE |      |      |      |      |      |      |      |      |      |

## Sehenswürdigkeiten
- Kirche Saint-Maurice (Monument historique)

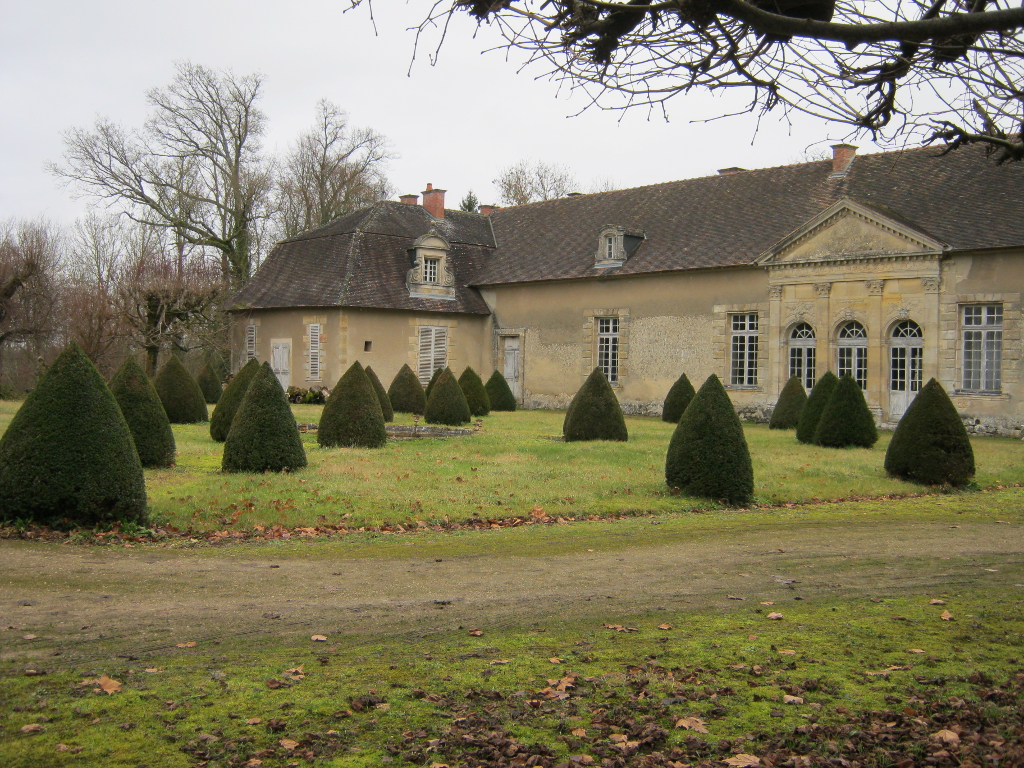
Schloss

- Schloss (Monument historique)
- Lavoir (Waschhaus)

## Persönlichkeiten
- Jean-Baptiste-Léon Morillot (* 19. Juli 1838 in Étrepy), Bürgermeister von Étrepy und Abgeordneter der Nationalversammlung